# Sergei Tscherepanow (Skilangläufer)
Sergei Tscherepanow (russisch Сергей Черепанов; * 25. Januar 1986 in Ridder) ist ein ehemaliger kasachischer Skilangläufer.

## Leben und Karriere
Im Alter von 15 Jahren nahm Tscherepanow an den Juniorenweltmeisterschaften 2001 in Karpacz teil. Als jüngster Starter des Teilnehmerfeldes im Sprintwettbewerb belegte er den 69. Platz von 95 Startern. Ein Jahr später qualifizierte er sich in Schonach für die Viertelfinalläufe und wurde 22. Auch im Massenstartwettbewerb über 30 Kilometer klassisch und im Wettbewerb über 10 Kilometer Freistil überzeugte er mit den Plätzen 23. und 28. Er steigerte seine Leistungen auch bei den Juniorenweltmeisterschaften 2003 in Sollefteå, wo er über 10 Kilometer klassisch den 13. Platz erkämpfte und 15. über 30 Kilometer Freistil (Massenstart) werden konnte, während er im Sprint 29. wurde. Mit der kasachischen Staffel belegte er den vierten Rang. Dieser undankbare Platz blieb Tscherepanow auch bei den Juniorenweltmeisterschaften 2004 im norwegischen Stryn über die Distanz von 10 Kilometern Freistil erhalten. Im Wettbewerb über 30 Kilometer klassisch (Massenstart) verpasste er als Sechster erneut seine erste Medaille und im Sprint belegte er den 29. Platz. Ein Überraschungserfolg gelang jedoch der kasachischen Staffel, die sich knapp gegen Deutschland und Russland durchsetzen konnte und Juniorenweltmeister wurde. Auch bei den Juniorenweltmeisterschaften 2005 in Rovaniemi blieb Tscherepanow mit Platz sechs über 10 Kilometer Freistil seine erste Einzelmedaille verwehrt, während er im Verfolgungsrennen über zwei mal zehn Kilometer 50. wurde. Bei seiner letzten Teilnahme an Juniorenweltmeisterschaften 2006 in Kranj war Tscherepanows bestes Resultat der 14. Platz im Verfolgungswettbewerb, während er über zehn Kilometer in der klassischen Technik 19. wurde. Aufgrund seiner Erfolge im Juniorenbereich wurde Tscherepanow für die Olympischen Winterspiele 2006 in Turin nominiert. Er startete jedoch nur im Sprintwettbewerb, wo er als 55. in der Qualifikation scheiterte.
Im Alter von 20 Jahren startete Tscherepanow erstmals im Skilanglauf-Weltcup. Bei seinem ersten Einsatz erreichte er im schwedischen Gällivare den 60. Platz über 10 Kilometer Freistil. Aber schon im finnischen Kuusamo konnte er als 30. seinen ersten Weltcuppunkt gewinnen. Im italienischen Cogne erkämpfte er mit Platz 18 über 15 Kilometer klassisch sein bestes Saisonresultat. Bei der Universiade in Pragelato gewann er die Bronzemedaille im 10 Kilometer Freistil Wettbewerb. Diese Resultate sicherten ihm den Start bei den Nordischen Skiweltmeisterschaften 2007 in Sapporo. Tscherepanow erreichte dort das Viertelfinale im Sprintwettbewerb und belegte die Plätze 22 und 23 im Verfolgungswettbewerb und über 15 Kilometer Freistil. Über diese Distanzen erreichte er die Plätze 31 und 12 bei den U23-Weltmeisterschaften in Tarvisio. Im darauf folgenden Jahr verpasste er als Vierter in Mals über 15 Kilometer klassisch und über 30 Kilometer Freistil (Massenstart) jeweils knapp seine erste Medaille bei U23-Weltmeisterschaften. Ein Vorstoß in die Weltelite gelang Tscherepanow beim Weltcupwettbewerb über 15 Kilometer klassisch in Lahti, wo er mit dem dritten Platz hinter Lukáš Bauer und René Sommerfeldt seine erste Podiumsplatzierung feiern konnte. Am Ende der Saison 2007/08 belegte er im Gesamtweltcup den 69. Platz. Bei den Juniorenweltmeisterschaften 2009 in Le Praz-de-Lys-Sommand setzte sich Tscherepanow im Sprint des Verfolgungswettbewerbs gegen alle Kontrahenten durch und gewann den U23-Weltmeistertitel. Auch bei den Nordischen Skiweltmeisterschaften 2009 in Liberec wusste er in diesem Wettbewerb zu überzeugen und erkämpfte sich den zwölften Platz. Über 15 Kilometer in der klassischen Technik wurde er 32., im Sprint 63. und mit der kasachischen Langlaufstaffel Zehnter.
Tscherepanow nahm an den Olympischen Winterspielen 2010 in Vancouver teil, wo er in drei Wettbewerben startete. Seine beste Platzierung dort war der 11. Platz in der 4 × 10-km-Staffel, im Sprint wurde er 48. und im Verfolgungsrennen über 30 Kilometer kam er als 49. ins Ziel. Bei den Nordischen Skiweltmeisterschaften 2011 im norwegischen Oslo war der 11. Platz im 30-km-Verfolgungsrennen sein bestes Individualergebnis. Im Massenstartrennen über 50 Kilometer erreichte er den 38., im Verfolgungsrennen über 30 Kilometer den 44., im Sprint den 56. und im Staffelrennen den 13. Rang. Bei den Olympischen Winterspielen 2014 im russischen Sotschi wurde er 48. im Skiathlon und 54. im Massenstartrennen über 50 Kilometer, während er mit der kasachischen Staffel den 13. Platz belegte. Bei den Weltmeisterschaften 2013 im italienischen Fleimstal wurde er nur in der Staffel eingesetzt, mit der er 13. wurde. Bei den Weltmeisterschaften 2015 im schwedischen Falun startete er wieder in Einzelwettbewerben und wurde 44. im Massenstartrennen über 50 Kilometer, 56. über 15 Kilometer in der freien Technik und 58. im Sprint.
Im Weltcup wurde Tscherepanow zuletzt am 20. Dezember 2015 im italienischen Toblach eingesetzt, als er aber im Rennen über 15 Kilometer in der klassischen Technik disqualifiziert wurde. Seither startete er international bis zu seinem Karriereende im Jahr 2022 nur noch in unterklassigen Rennen.